# 피낭 대교

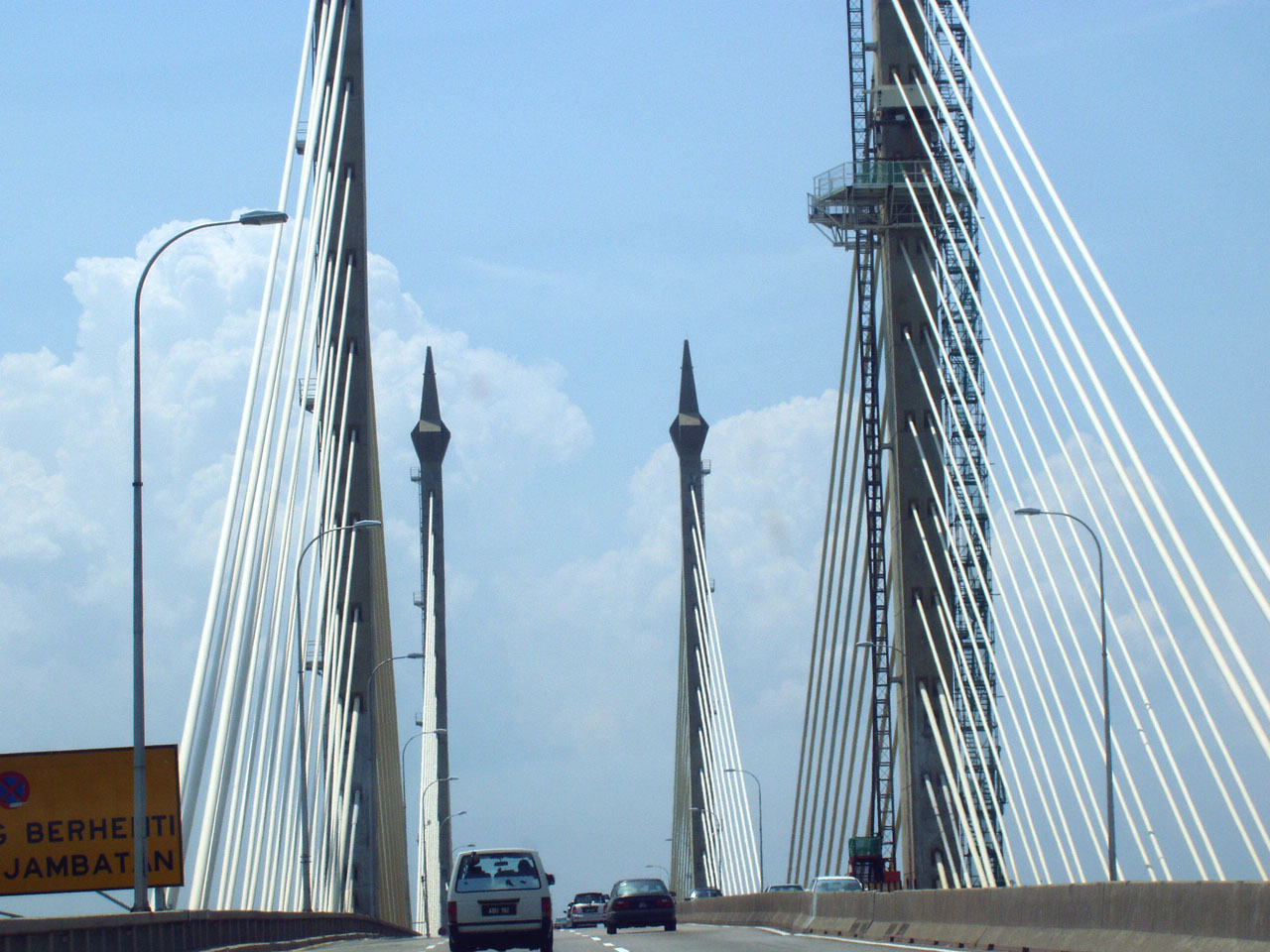
피낭대교의 사장교 구간 주탑 부근

피낭대교(말레이어: Jambatan Pulau Pinang. Penang Bridge)는 말레이시아의 말레이 반도 서북부의 스버랑 프라이와 피낭 섬을 잇는 교량이다. 스버랑 프라이의 남북 고속도로와 피낭 섬의 젤루통 고속도로를 연결한다. 현대건설에서 시공을 맡아 1982년에 착공하였으며 1985년에 완공하였다. 교량의 중앙 경간은 믈라카 해협을 통행하는 선박의 통과를 위해 사장교로 건설되었다. 1985년 9월 14일에 개통했으며, 교량의 총 연장은 13.5 km로 세계에서 가장 긴 교량 중의 하나이며 말레이시아의 명소이기도 하다. 말레이시아 플러스 고속도로 주식회사 보관됨 2018-12-08 - 웨이백 머신에서 관리하고 있다.
1985년 이전까지 반도와 섬을 연결하는 교통 수단은 정부에서 운영하며 반도의 버터워스와 피낭 섬의 조지타운 사이를 왕복하던 페리 운행뿐이었다.
페리 운행과 마찬가지로, 피낭대교를 이용하는 운전자들은 피낭 섬 진입 때에만 통행료를 지불하며, 섬에서 반도로 나올 때에서는 통행료를 지불할 필요가 없다.
현재 피낭 대교는 교통 수요에 부응하기 위해 왕복 4차로에서 6차로로 확장중이다. 제9차 말레이시아 계획에 포함되어 있는 제2피낭대교 사업 계획에 대해 정부의 승인이 나 있는 상태이다.

## 한국 관련
1982년 말레이시아 공공사업성 고속도로공사가 발주한 피낭대교 건설 프로젝트를 현대건설이 수주하였다. 당초 입찰에서는 현대건설이 프랑스 업체에 이어 2위를 했으나, 공기 단축을 제의함으로써 최종 낙찰자로 선정되었다. 말레이시아의 경제발전과 국민통합의 상징성이 함축되어 있는 이 교량은 당시 동양에서는 최장, 세계에서는 세 번째로 긴 규모였다. 이외에 인터체인지 및 고가도로와 2,600m의 연결도로 등을 건설하여 1985년 8월에 준공하였다. 최종 공사금액은 3억 2,800만 달러였다.

## 교량의 제원
- 총 연장: 13.5 km
- 해상 구간: 8.4 km
- 피낭 섬쪽 육상 구간: 1.5 km
- 프라이쪽 육상 구간: 2.6 km
- 차로 제원: 중앙 경간은 왕복 6차로, 기타 구간은 왕복 4차로. 전체 구간을 왕복 6차로로 확장하는 공사 진행 중.
- 해상으로부터의 주탑 높이: 101.5 m
- 해상으로부터의 거더 높이: 33 m
- 주 경간장: 225 m
- 종단 경간장: 107.5 m
- 기타 경간장: 40 m
- 통행 제한 속도: 80 km/h